# Kirk Watson
Kirk Preston Watson (Oklahoma City, 3 ottobre 1958) è un politico e avvocato statunitense, sindaco di Austin dal 2023.

## Biografia
Nato nel 1958 ad Oklahoma City, iniziò la sua attività politica agli inizi degli anni ottanta, e nel 1992 divenne direttore locale del Partito Democratico; nel 2011 è stato scelto dai suoi colleghi democratici per presiedere il Caucus democratico del Senato e ha servito fino al 2015.
ll primo giorno dell'86ª legislatura, fu scelto dai suoi colleghi, democratici e repubblicani, per servire come presidente pro tempore. La posizione va in genere al membro più anziano, indipendentemente dal partito, che non ha ancora servito come presidente pro tempore, ed è il secondo in linea di successione al governatore.

### Carriera
Ha conseguito una laurea in scienze politiche nel 1980 e un dottorato in giurisprudenza nel 1981 presso la Baylor University di Waco. In questa università, Watson fu caporedattore della Baylor Law Review e si laureò come primo della sua classe. Successivamente lavorò come impiegato presso la Corte d'Appello degli Stati Uniti per il Quinto Circuito. 
Nel 2006 Watson è stato eletto al Senato del Texas, succedendo al senatore Gonzalo Barrientos. Ha ricevuto più dell'80 per cento dei voti.
I punti cardine dei suoi programmi furono le infrastrutture per i trasporti, l'energia pulita, e le questioni relative all'istruzione superiore; successivamente ha condotto una campagna per ampliare la trasparenza nelle finanze dello stato e aumentare la copertura sanitaria per i texani, in particolare per i bambini. 
Nel 2008 fu attivo in campagna elettorale nell'appoggiare la candidatura di Barack Obama.
Nel 2019, Watson ha proposto una serie di manovre di raccolta fondi per finanziare il progetto di espansione della corsia lungo la I-35 attraverso Austin.
Watson si è dimesso dal Senato dello Stato del Texas il 30 aprile 2020 per diventare il primo preside della Hobby School of Public Affairs dell'Università di Houston. Watson si è dimesso dall'Università di Houston dopo meno di un anno per candidarsi a sindaco. 
Nel gennaio del Watson ha dichiarato la sua candidatura per le elezioni del sindaco del 2022. Nelle elezioni generali dell'8 novembre, avanzò al ballottaggio contro Celia Israel, anch'essa democratica. Il 13 dicembre 2022, Watson ha vinto il ballottaggio con 57.346 voti (50,39%) contro i 56.460 voti (49,61%) della sua avversaria.

### Programmi
Poco dopo aver iniziato il suo secondo mandato come sindaco di Austin, Kirk Watson ha affrontato gravi difficoltà,  tra cui una interruzioni di corrente elettrica in città dopo che una tempesta di ghiaccio da record il 1º febbraio 2023 ha portato decine di migliaia di residenti della città a rimanere senza elettricità per un massimo di 12 giorni.
Nel 2023, inoltre, la polizia locale dovette affrontare una lunga serie di incidenti di corse su strada in cui le auto della polizia vennero attaccate con della dinamite.